# والتر شويهارت
والتر شويهارت (بالإنجليزية: Walter A. Shewhart)‏ هو فيزيائي ومهندس وإحصائي أمريكي، يُلقب أحياناً بـأبي المراقبة الإحصائية للجودة.

## حياته
عمل شويهارت كخبير إحصائي في ولاية نيويورك خلال العشرينيات والثلاثينات.

## إنجازاته
قام بتطوير المفهوم الإحصائي لمراقبة العملية ، واستعمل الرسوم البيانية القياسية لتمييز الأسباب الخاصة من الأسباب العادية للاختلاف في العمليات. كما طور دورة عملية التحسين بلا نهاية أو التي تُعرف بدورة البي دي سي أي ”PDCA“ والتي أصبحت أساساً لتطوير الجودة
والحروف المستعملة ترمز للتالي:
	حرف بي P لعبارة خطط التحسين plan the improvement.
حرف دي D لعبارة نفذ وابدأ التغيير Do and start the change
حرف C لعبارة تحقق من نتائج التحسين Check the results of improvement.
حرف أي A لعبارة المحافظة على النجاح أو ابدأ من جديدAct to hold the gain or start again.

## ابرز مؤلفاته
في عام 1931 قام شويهارت بتأليف كتاب ”الرقابة الاقتصادية على جودة المنتجات المصنعة “ وهو يُعد من أفضل المؤلفات التي أسهمت في تحسين جودة المنتجات والسلع .

## أفكاره
عام 1924 قام بتطوير نموذج لتحسين العملية الانتاجية بشكل مستمر أطلق على هذا النموذج ”دائرة شويهارت“ أو دائرة خطط نفذ تحقق صحح والتي كانت تتكون من أربع أجزاء وهي التخطيط Plane والفعل Do والفحص check وأخيراً التصرف Act.

## التأثر والتشابه
لم يتأثر بأحد ولكن تأثر ديمنج به . يتشابه ديمنج وشوهارت في التنفيذ والتخطيط .

## تطبيقاته التربوية
الخطوة الأولى: التخطيط
تُعد مرحلة التخطيط من أهم ركائز دائرة شويهارت ويتم فيها استخدام بعض أدوات الجودة للتوصل إلى المشكلات التي تواجهها المنشأة والتعرف على نوعية العملاء،
ثم التعرف على احتياجات العميل ووضع الأهداف بما يتماشى مع هذه الاحتياجات حتى يتم تقليص الفجوة بين تلك الاحتياجات وما هو موجود فعلاً في المنشأة.
الخطوة الثانية: الفعل
ويتم في هذه الخطوة اقتراح العديد من الحلول البديلة حتى يتم التوصل إلى الحل الأمثل من أجل تنفيذ عملية التحسين بصورة سليمة. فيقوم فريق العمل بتنفيذ الخطة على أساس عدد من المحاولات الجادة ومراقبة نتائجها . ثم يقوم فريق العمل بوضع جدول زمني للعملية كما يتم توضيح وتقدير الموارد والمصروفات التي سوف يتم استخدامها في العملية مع ضرورة تدريب العاملين على كيفية التحول من الوضع الحالي إلى الوضع الجديد الذي يخدم عملية تحسين الجودة واستمراريتها
الخطوة الثالثة: الفحص
يتم في هذه المرحلة التعرف على الوضع الجديد الذي وصلت له المنشأة وماذا حدث بعد عملية التغيير فيتم جمع البيانات وتحليلها ويتم استخدام المؤشرات والمعايير للمقارنة وقياس مدى التغيير ومدى التحسن في العملية .
توضح مدى تحقق الأهداف التي تم التخطيط لها .
الخطوة الرابعة: التصرف
وبناء على التحليلات الإحصائية والبيانات التي تم جمعها يقوم فريق العمل باستخدام التحسينات الجديدة كمعيار للأعمال في المستقبل ويتم تطبيقها على العمليات الأخرى سواء كانت إدارية أو فنية وباستمرار هذه الدائرة تتسع دائرة التحسينات في المنشأة أما في حالة عدم ظهور أي تحسينات يحاول فريق العمل من جديد مع إحداث بعض التعديلات في الظروف المحيطة.